# Lækat
 "Hermelin" omdirigeres hertil. For andre betydninger af Hermelin, se Hermelin (flertydig).
En lækat eller hermelin (latin Mustela erminea) er et rovdyr i mårfamilien. Den er vurderet som næsten truet på den danske rødliste 2019.
Om vinteren skifter lækatten pels og er da helt hvid bortset fra den sorte halespids.
Betegnelsen hermelin dækker især lækatten i vinterpels.
Underarter:
- Mustela erminea algerica.
- Mustela erminea erminea.
- Mustela erminea hibernica.
- Mustela erminea nippon.

## Symbolik
Hermelinens pels (frem for alt vinterpelsen) var tidligere højt skattet blandt pelshandlere og blev blandt andet anvendt som kant på kåber. Vinterpelsen kaldes ofte blot "hermelin" og anvendtes i Europa som royalt symbol. De ceremonielle kåber for medlemmerne af Storbritanniens overhus var kantet med hermelin. I dag benyttes oftere kunstpels. Hermelinen blev set som symbol for renhed; ifølge myten ville den hellere dø end tilsmudse sin pels. 
I nogle dele af Japan anses dyret som et tegn på held.
I heraldikken anvendes termen "hermelin" i betydningen et hvidt felt bestrøet med små sorte symboler, repræsenterende en hvid hermelinpels med sorte halespidser. I engelsk heraldik findes varianter med andre farvekombinationer, men de anvendes stort set ikke i andre landes heraldik.

### Varianter over heraldisk hermelin
- Ermines (kontrahermelin).
- Erminois (guldhermelin).
- Pean (kontraguldhermelin).
- Gules ermined argent (rødt strøet med hvide hermelinsspidser).
- Bretagnes våbenskjold: Et hermelin-dækket felt.